# Chlorophorus salicicola
Chlorophorus salicicola là một loài bọ cánh cứng trong họ Cerambycidae.